# LG G 패드 7.0
LG G패드 7.0 (LG G pad 7.0)은 LG전자가 2014년 5월 12일 공개된 안드로이드 태블릿으로, LG G 패드 8.3의 후속 기종이다. 전작과는 달리 7.0, 8.0, 10.1인치로 세분화되어 출시됐다.

## 운영체제/소프트웨어
2014년 7월 7일, 출시 당시 안드로이드 4.4.2 킷캣으로 출시되었다.

## 기타 업그레이드
2015년 3월 31일, 안드로이드 5.0.1 롤리팝 업그레이드가 실시되었다.

## 연혁
2014년 5월 12일, LG G 패드 7.0이 공개되었다.
2014년 7월 3일, 출고가 270,000원으로 책정되어 예약 판매를 실시했다.
2014년 7월 7일, 229,000원으로 출고가를 조정하고, 출시되었다.

## 외형
7.0인치의 소화면 태블릿이며, 폴리카보네이트 플라스틱으로 마감되었다.

## 색상

### 본체
- 블랙
- 화이트
- 레드

## 특수 기능

### 카메라 기능
스마트 셀피
촬영 버튼을 누르지 않고, 동작만으로 셀피 사진을 찍을 수 있다.

### 동영상 기능

#### Q페어 2.0
Q페어 스마트폰/태블릿과 연동하여 연락을 받을 수 있다.

#### Q메모
G시리즈 폰과 자동 연동되는 메모

### 기타 기능
키즈 모드
어린이들이 사용할 수 있는 앱과 배경화면을 선택할 수 있는 모드

## 경쟁 기종
- 구글의 넥서스 7 2세대
- 아마존닷컴의 킨들 파이어 HDX 8.9
- 삼성 갤럭시 탭 4 7.0

## 같이 보기
- LG 옵티머스 패드
- LG G 패드 8.3
- LG G 패드 8.0
- LG G 패드 10.1